# Puerto deportivo de Marín
El Puerto Deportivo de Marín se encuentra integrado dentro del propio puerto de Marín, de importancia pesquera y militar

Contraseña de la provincia marítima de Vigo a la que pertenece.

## Información general
Se encuentra en la costa SE de la Ría de Pontevedra. Al no poseer ninguna baliza luminosa, la entrada por la noche se debe realizar a ojo, guiándose tan solo por las luces de la explanada del puerto, lo cual requiere un buen conocimiento de la zona.
Se encuentra en aguas de la ría al abrigo de la isla de Ons. Esto le dota de condiciones excepcionales para realizar todo tipo de operaciones portuarias y cuenta con una óptima derrota de entrada a Europa para las principales rutas internacionales de tráfico marítimo.

## Situación
Se sitúa en el centro oeste de la provincia de Pontevedra, en la localidad de Marín.

## Accesibilidad
El Puerto de Marín tiene conexión directa con la Autopista del Atlántico (AP-9) y con la Autovía Rías Baixas (A-52). Destaca también por su proximidad a los aeropuertos de Vigo y Santiago. El Puerto dispone de red ferroviaria interior y está conectado con la red nacional de ferrocarril.

## Gestión portuaria
En el puerto deportivo de Marín se encuentran dos clubes deportivos que gestionan las instalaciones por concesión.
El Puerto Deportivo de Marín dispone de noventa (90) amarres fijos, mientras que el Real Club Mar de Aguete gestiona sesenta (60) fijos y quince (15) amarres transeúntes.
Autoridad Portuaria de Marín y Ría de Pontevedra.

## Contacto y fuentes de datos
- http://www.turgalicia.es/
- https://web.archive.org/web/20070409123456/http://www.riasbaixas.org/
- http://www.concellodemarin.es

- Datos: Q6092039